# Мелани Раабе
Мелани Раабе (на немски: Melanie Raabe) е германска актриса, блогърка, журналистка, драматург, писателка, авторка на произведения в жанра трилър.

## Биография и творчество
Мелани Раабе е родена на 1 август 1981 г. в Йена, Западна Германия. Израства в село в Тюрингия. Завършва специалност „Медии и литература“ в университета в Бохум. След дипломирането си се премества в Кьолн и работи като журналист. Играе и като актриса в театъра. Води собствен блог. Заедно с работата си на журналист започва да пише в свободното си време.
През 2011 г. е публикуван първият ѝ разказ, „Феята на зъбките“ (Die Zahnfee). Той е удостоен с наградата за криминален разказ „Таторт Айфел“.
През 2015 г. е публикуван първият ѝ трилър, „Капанът“. Главната героиня Линда Конрадс е видяла като малка убиеца на сестра си. Тя не може да го открие без той сам да се появи, и затова пише роман за убийството и му поставя капан. Но дали е готова за това, което я очаква?. Романът става бестселър и е удостоен с наградата на Щутгарт за най-добър дебютен криминален роман на годината. Предпочетен е и за екранизация от TriStar Pictures.
Мелани Раабе живее в Кьолн.

## Произведения

### Самостоятелни романи
- Die Falle (2015)
Капанът, изд.: ИК „Ера“, София (2016), прев. Петя Пешева
- Die Wahrheit (2016)
- Der Schatten (2018)
- Die Wälder (2019)
- Die Kunst des Verschwindens (2022)

### Разкази
- Die Zahnfee (2011)

### Радиопиеси
- Die Wahrheit (2017)
- Der Abgrund (2019)
- The Quest (2023)